# Mikroregion Bouřlivák
Mikroregion Bouřlivák byl dobrovolný svazek obcí v okresu Teplice, jeho sídlem byly Košťany a jeho cílem byla podpora regionálního rozvoje. Sdružoval celkem 5 obcí a byl založen v roce 2000. Zanikl v roce 2019.

## Obce sdružené v mikroregionu
- Hrob
- Moldava
- Mikulov
- Košťany
- Jeníkov